# سيباستيان غوتيرز
سيباستيان غوتيرز (بالإسبانية: Sebastian Gutierrez) هو كاتب سيناريو ومخرج فنزويلي، ولد في 10 سبتمبر 1974 في كاراكاس في فنزويلا.

## وصلات خارجية
- سيباستيان غوتيرز على موقع IMDb (الإنجليزية)
- سيباستيان غوتيرز على موقع ألو سيني (الفرنسية)
- سيباستيان غوتيرز على موقع أول موفي (الإنجليزية)
- سيباستيان غوتيرز على موقع قاعدة بيانات الأفلام السويدية (السويدية)
- سيباستيان غوتيرز على موقع قاعدة بيانات الفيلم (الإنجليزية)
- سيباستيان غوتيرز على موقع كينوبويسك (الروسية)